# Samuel Jackson Pratt
Samuel Jackson Pratt est un littérateur anglais, né à Saint-Ives, comté de Huntingdon le 25 décembre 1749, mort à Birmingham le 4 octobre 1814. 

## Biographie
Le chagrin que lui fit éprouver une affection non partagée, joint à des pertes d’argent, le décida à entrer dans les ordres et il alla remplir des fonctions pastorales à Peterborough. 
Quelques pièces de vers, notamment une belle élégie intitulée la Perdrix, qu’il fit paraître dans l’Annual Register de Dodsby, le signalèrent à l’attention du public et le décidèrent à suivre son goût pour les lettres. En 1774, il abandonna l’Église et se fit comédien ; mais, bien qu’il déclamât avec beaucoup d’art, il obtint si peu de succès sur le théâtre qu’il renonça à cette carrière pour composer des ouvrages en vers et en prose, qu’il publia soit sous le voile de l’anonyme, soit sous le pseudonyme de Courtney Melmoth. 
Voulant utiliser son talent pour la déclamation, il parcourut les trois royaumes en donnant des séances publiques, habita pendant quelque temps à Bath, où il s’associa avec un libraire, puis voyagea sur le continent. 

## Œuvres
Pratt avait de l’imagination, de la facilité, de l’originalité. Plusieurs de ses œuvres poétiques sont très-remarquables et obtinrent un succès mérité ; tels sont notamment les poèmes intitulés la Sympathie, qui eut six éditions ; les Fleurs du génie, (1774), a propos de la mort de Goldsmith ; l’Ombre de Shakspeare, en l’honneur de Garrick ; le Triomphe de la bienfaisance, son chef d’œuvre, etc. 
Plusieurs de ses romans ont eu de la vogue et ont été traduits en français. Il composa aussi des pièces de théâtre, dont une seule, la Belle Circassienne, tragédie (1780, in-8°), eut plusieurs représentations, et un assez grand nombre d’ouvrages littéraires. 
Nous citerons, parmi ses écrits : Observations sur les Nuits d’Young (Londres, 1774); Pensées libres sur l’homme, sur les animaux et sur la Providence, contenant l’histoire de Benignus (1775-1777, 6 vol.), ouvrage dans lequel il prit pour modèle le Tristram Shandy de Sterne, mais dont la recherche, des longueurs et des répétitions rendent la lecture fatigante ; le Sublime et ta beauté de l’Écriture (1777, 2 vol. in-12) ; Voyages pour le cœur écrits eu France (1777, 2 vol.) ; l’Élève du plaisir (1779, 2 vol. in-12), trad. en français par Lemierre d’Argy (1787); le Village de Shenstone ou le Nouveau Paradis perdu (1780 3 vol.) ; Emma Corbett (1781, 3 vol. in-12), roman qui a eu neuf éditions et qui a été traduit en français par Sauseuil(1783) et par Vertac (1789) ; Mélanges (1785, 4 vol. in-8°) ; l'Humanité ou les Droits de la nature., poème (1788, in-4°) ; l’Officier réformé, roman plusieurs fois traduit en français ; Glanures faites dans le pays de Galles, en Hollande, en Westphalie (1795), plusieurs fois rééditées ; Glanures faites en Angleterre (1792, 3 vol.) ; Tableaux de la chaumière (1803) ; Secrets de famille (1797, 5 vol. in-12), trad. en français par Mme Gay-Allart (5 vol. in-18) ; John et Dame, poème (1803) ; Cabinet de la poésie (1808, 6 vol. in-8°), collection des meilleures pièces de la poésie anglaise ; Poésies (1808, in-8°), etc.

## Source
« Samuel Jackson Pratt », dans Pierre Larousse, Grand dictionnaire universel du XIXe siècle, Paris, Administration du grand dictionnaire universel, 15 vol., 1863-1890 [détail des éditions].